# Ingo Gerhartz

Ingo Gerhartz, 2025

Ingo Gerhartz (* 9. Dezember 1965 in Cochem) ist ein deutscher Luftwaffenoffizier im Rang eines Generals und seit dem 11. Juni 2025 der Befehlshaber des Allied Joint Force Command in Brunssum (Niederlande). Er war vom 29. Mai 2018 bis zum 27. Mai 2025 der 16. Inspekteur der Luftwaffe und damit der am längsten amtierende Inspekteur seit Bestehen der Luftwaffe.

## Militärische Laufbahn

### Ausbildung und erste Verwendungen
Beförderungen
- 07/1989 Leutnant
- 07/1991 Oberleutnant
- 10/1994 Hauptmann
- 10/1998 Major
- 02/2002 Oberstleutnant
- 09/2008 Oberst
- 10/2015 Brigadegeneral
- 10/2017 Generalmajor
- 05/2018 Generalleutnant
- 06/2025 General

Gerhartz trat zum 1. Juli 1985 als Wehrpflichtiger in Budel (Niederlande) in das Luftwaffenausbildungsregiment 2 der Luftwaffe ein. Es folgte von 1986 bis 1987 die Ausbildung zum Offizier an der Offizierschule der Luftwaffe in Fürstenfeldbruck. Von 1988 bis 1989 absolvierte er die Ausbildung zum Strahlflugzeugführer auf Cessna T-37 Tweet und Northrop T-38 Talon im Rahmen des Euro NATO Joint Jet Pilot Training auf der Sheppard Air Force Base (Texas, USA), und von 1989 bis 1990 die Waffensystemausbildung auf McDonnell F-4F Phantom II auf der George Air Force Base nahe Victorville in Kalifornien. Von 1990 bis 1998 folgten verschiedene Truppenverwendungen als Jagdflugzeugführer und Einsatzstabsoffizier im Jagdgeschwader 71 “Richthofen” in Wittmund auf dem Waffensystem F-4F. Von 1998 bis 2000 nahm Gerhartz am 43. Nationalen Generalstabslehrgang an der Führungsakademie der Bundeswehr in Hamburg teil.

### Dienst als Stabsoffizier
Seine erste Stelle als Stabsoffizier bekleidete Gerhartz von 2000 bis 2003 als Kommandeur der Fliegenden Gruppe des Jagdgeschwader 73 „Steinhoff“ in Laage. Hierzu wurde er auf das Waffensystem MiG-29 Fulcrum umgeschult. Es folgte von 2003 bis 2005 eine erste ministerielle Verwendung als Referent Grundsatz und Planung Fliegende Waffensysteme im Bundesministerium der Verteidigung in Bonn. Hierbei zeichnete Gerhartz als militärischer Beauftragter für den EF-2000 Eurofighter verantwortlich. Daran schloss sich von 2005 bis 2007 eine Verwendung als Sprecher ISAF und Luftwaffe im Presse- und Informationsstab des Bundesministeriums der Verteidigung am Dienstsitz in Berlin an. Von 2008 bis 2010 führte Gerhartz als Kommodore das Jagdbombergeschwader 31 „Boelcke“. Hierzu wurde er auf das Waffensystem PA-200 Tornado umgeschult. Er leitete in dieser Zeit auch die Umrüstung des Geschwaders auf den EF-2000. Es folgte 2010 bis 2012 eine Stabsverwendung als Gruppenleiter Planung und Einsatz Kampfflugzeuge im Luftwaffenführungskommando in Köln. Von 2012 bis 2013 wurde Gerhartz erneut im Ministerium, diesmal als Referatsleiter FüL III 5 (Grundsatz fliegende Systeme Luftwaffe) im Führungsstab der Luftwaffe (gleichzeitig Leiter der Arbeitsgruppe Fähigkeitstransfer Hubschrauber) sowie später als Referatsleiter 2IIa (Grundsatz, Führung, Einsatz Jet/UAS) im Kommando Luftwaffe in Berlin-Gatow eingesetzt. Es folgte eine weitere Verwendung im Kommando Luftwaffe, diesmal als Unterabteilungsleiter 1I (Planung und Weiterentwicklung Luftwaffe). 2014 folgte eine erneute Verwendung im Presse- und Informationsstab des Bundesministeriums der Verteidigung, diesmal als Stellvertreter des Ministeriumssprechers Jens Flosdorff und Leiter des Bereichs Presse. Er war in dieser Rolle Stellvertretender Pressesprecher der Ministerin der Verteidigung Ursula von der Leyen. Diesen Dienstposten übergab er 2015 an Oberst Boris Nannt.

### Dienst als General
Von 1. September 2015 bis 1. Oktober 2017 war Gerhartz, verbunden mit der Beförderung zum Brigadegeneral, Leiter des Büros des Generalinspekteurs der Bundeswehr, General Volker Wieker. Diesen Dienstposten übernahm er von Brigadegeneral Andreas Marlow. Den Dienstposten als Büroleiter des Generalinspekteurs übergab er zum 1. Oktober 2017 an Brigadegeneral Jürgen-Joachim von Sandrart und wurde dann, unter Beförderung zum Generalmajor, als Stellvertreter des Abteilungsleiters der Abteilung Strategie und Einsatz im Bundesministerium der Verteidigung in Berlin eingesetzt. Hier folgte er auf Konteradmiral Hans-Christian Luther. Seit dem 16. März 2018 war er der designierte Inspekteur der Luftwaffe. Am 29. Mai 2018 wurde Gerhartz, nachdem er kurz zuvor zum Generalleutnant befördert wurde, Nachfolger von Generalleutnant Karl Müllner als Inspekteur der Luftwaffe. Gerhartz’ Karriere wurde maßgeblich beeinflusst von Verteidigungsministerin Ursula von der Leyen.
Gerhartz wurde Anfang Juni 2025 zum General befördert und übernahm am 11. Juni 2025 das Kommando über das Allied Joint Force Command im niederländischen Brunssum.

### Auslandseinsätze
- 02/2009 bis 10/2009 ISAF Kommodore des Einsatzgeschwader in Mazar-e Sharif und Base Commander (mehr als 50 Einsätze mit Tornado in RECCE-Variante).[12]

## Position als Inspekteur der Luftwaffe
Gerhartz übernahm die Führung der Luftwaffe in einer Phase, in der die niedrige Einsatzbereitschaft der Luftwaffe und eine Kündigungswelle von Jetpiloten öffentlich diskutiert wurden. Durch eine Verbesserung der Zusammenarbeit mit der Industrie und Maßnahmen zur Attraktivitätssteigerung des Fliegerischen Dienstes konnten innerhalb von zwei Jahren Teilerfolge erzielt werden. Beim Waffensystem Eurofighter wurde das Ziel von 75 Prozent einsatzbereiter Systeme erreicht. Nach einer Halbierung der Kündigungszahlen im Jahr 2019 konnten laut Gerhartz Kündigungen von Jetpiloten im Jahr 2020 komplett vermieden werden.
Neben der Einsatzbereitschaft setzte Gerhartz den Schwerpunkt auf die Themen Modernisierung und multinationale Ausrichtung. Er initiierte ein gemeinsames, mehrjähriges NATO Air Policing-Projekt mit der britischen Royal Air Force sowie die Übungsserie MAGDAYs mit Israel und Ungarn.
Im Jahr 2022 nahm die Luftwaffe unter Gerhartz’ Führung an der großen internationalen Übung „Pitch Black“ in Nordaustralien teil; dabei kamen sechs Eurofighter des Taktischen Luftwaffengeschwaders 74 mit insgesamt 250 Soldaten zum Einsatz. Für Gerhartz war diese Übung insbesondere auch im Zusammenhang mit der geplanten Einführung des Tarnkappenflugzeugs F-35 bei der Bundeswehr wertvoll, weil einige der teilnehmenden Luftwaffen es dabei bereits einsetzten.
Im folgenden Jahr 2023 fand auf Gerhartz’ Initiative hin und unter seiner Gesamtverantwortung die zwölftägige internationale Großübung Air Defender 23 in Deutschland statt, die nicht nur eine reine NATO-Übung war. In Anlehnung an Defender-Europe 20 handelte es sich um eine Verlegeübung mit insgesamt 250 Flugzeugen und rund 10.000 Soldaten: Für die weitgehend reibungslose Organisation und Durchführung erntete Gerhartz von zahlreichen Seiten großes Lob. Zu den wesentlichen Erfolgen der Übung zählte die erfolgreiche Zusammenfassung der unterschiedlichen Systeme und Flugzeugtypen der verschiedenen Luftwaffen.
Während seiner Zeit als aktiver Kampfpilot absolvierte er insgesamt über 3.000 Flugstunden auf vier Flugzeugtypen: F-4F, MIG-29, Tornado und Eurofighter. Als Kommodore eines Luftwaffengeschwaders während der NATO-Mission in Afghanistan flog General Gerhartz mehr als 50 Kampfeinsätze mit dem Tornado.

### Atomare Bewaffnung
General Ingo Gerhartz mahnte die NATO-Staaten, im Ernstfall als Reaktion auf einen nuklearen Angriff auch Atomwaffen einzusetzen. Beim Kiel International Seapower Symposium sprach er sich am 17. Juni 2022 dafür aus, den Einsatz von Nuklearwaffen nicht auszuschließen. Als er gefragt wurde, wie die Nordallianz reagieren würde, wenn Putin Atomwaffen abwerfen würde, äußerte Gerhartz gegenüber der Bildzeitung: „Für eine glaubhafte Abschreckung brauchen wir sowohl die Mittel als auch den politischen Willen, die nukleare Abschreckung nötigenfalls umzusetzen.“ Nach anderen Quellen ohne Bezugnahme auf den Bild-Bericht oder Das Symposium äußerte er: „Für eine glaubhafte Abschreckung brauchen wir sowohl die Mittel als auch den politischen Willen, die nukleare Abschreckung gegebenenfalls umzusetzen.“

### Verhältnis zu Israel
Seit seinem Amtsantritt bemühte sich Gerhartz um eine Intensivierung der deutsch-israelischen Beziehungen, insbesondere um den Ausbau der deutsch-israelischen Luftwaffenkooperation. Erstmalig nahm die israelische Luftwaffe 2020 an der Übung „Blue Wings“ über deutschem Boden teil. Am 18. August 2020 überflogen israelische und deutsche Flugzeuge in einer gemeinsamen Formation die KZ-Gedenkstätte Dachau und den Fliegerhorst Fürstenfeldbruck zum Gedenken an das Münchner Olympia-Attentat von 1972.
Im Rahmen der internationalen Luftwaffenübung Blue Flag auf dem Militärflugplatz Ovda im Oktober 2021 zelebrierte Gerhartz gemeinsam mit dem israelischen Luftwaffenchef, Generalmajor Amikam Norkin, einen vielbeachteten symbolischen Akt: Norkin als Copilot einer F-15 Eagle der israelischen Luftwaffe und Gerhartz als Pilot eines sonderfolierten Eurofighters des Luftwaffengeschwaders Boelcke überflogen Seite an Seite das israelische Regierungsviertel und die Knesset in Jerusalem. Die Times of Israel merkte dazu an, dass dies der erste Flug eines deutschen Kampfflugzeuges über Jerusalem seit dem Ersten Weltkrieg war. Wenige Tage später wurde Gerhartz vom israelischen Generalstabschef, Generalleutnant Aviv Kohavi, die Chief of Staff Medal of Appreciation für besondere Verdienste um die israelischen Streitkräfte und die Sicherheit Israels verliehen.
Nach dem Terrorüberfall der Hamas auf Israel am 7. Oktober 2023 reiste Gerhartz am 6. November nach Israel. Er sprach dort mit hohen Entscheidungsträgern und setzte darüber hinaus auch ein Zeichen persönlicher Solidarität, indem er dort Blut spendete; dies wurde von jüdischen Kreisen in Deutschland und Israel aufmerksam gewürdigt. In einem Interview zeigte er sich beeindruckt von den Bemühungen der israelischen Luftwaffe, unnötige Kollateralschäden nach Möglichkeit zu vermeiden, und beschrieb den Hamas-Angriff als gleichermaßen verabscheuungswürdig wie den Holocaust.

### Veröffentlichung eines abgehörten Gesprächs
Im Februar 2024 wurde ein vertrauliches Gespräch zum Thema Marschflugkörper Taurus und dessen möglichem Einsatz im Russisch-Ukrainischen Krieg zwischen Gerhartz, Brigadegeneral Frank Gräfe und zwei weiteren Offizieren abgehört.
Der staatliche russische Propagandasender RT veröffentlichte die Aufzeichnung davon am 1. März 2024.

Gerhartz hatte sich über eine unsichere Leitung in das Gespräch eingewählt, jedoch ohne dass es an seinem Zugangspunkt zu einem Datenabfluss gekommen wäre.

## Auszeichnungen
- 08/2002: Ehrenkreuz der Bundeswehr in Silber
- 03/2009: Einsatzmedaille der Bundeswehr ISAF Bronze
- 10/2009: NATO-Medaille Non Article 5 ISAF
- 12/2016: Ehrenkreuz der Bundeswehr in Gold
- 09/2021: Offizierskreuz des Verdienstordens der Französischen Republik
- 10/2021: Chief of Staff Medal of Appreciation (Israel)[38]
- 02/2022: Medaglia D’Argento Al Merito Aeronautico (Italien)
- 05/2022: Ernst-Cramer-Medaille (zusammen mit Amikam Norkin)[39]
- 08/2022: Grand Cross of Aeronautical Merit (Spanien)
- 09/2022: Czech and Slovak Transatlantic Award (CSTA)[40]

## Privates
Gerhartz ist verheiratet und hat zwei erwachsene Söhne. 2021 erwarb er an der Embry-Riddle Aeronautical University den Master in Aeronautical Science.